# José Carlos Araújo
José Carlos Lopes de Araújo, conhecido também como Garotinho, (Rio de Janeiro, 7 de maio de 1940) é um locutor esportivo e apresentador de televisão brasileiro. Bastante conhecido por seus trabalhos em estações de rádio na cidade do Rio de Janeiro, também é professor e geógrafo formado pela Universidade do Estado do Rio de Janeiro.

## Biografia
Já criança ele narrava jogos de futebol de botão no bairro de Vila Isabel, no Rio de Janeiro. Aos 14 anos já apresentava programas na Rádio Roquette Pinto. José Carlos Araújo entrou para a Rádio Globo na década de 1960 ficando por lá até 1976 quando foi para a Rádio Nacional. Depois de sete anos, em 1º de dezembro de 1984, voltou para a Rádio Globo. Em 2009, foi publicado o livro biográfico "Paixão pelo rádio", contando detalhes da carreira de Garotinho. O livro, escrito pelo jornalista Rodrigo Taves, é encontrado nas principais livrarias do Rio de Janeiro e no site travessa.com.br.
Ainda jovem, José Carlos de Araújo formou-se professor de geografia, pois esta era uma profissão com a qual ele poderia manter-se financeiramente e, ao mesmo tempo, conciliando entre suas aulas nas escolas com as atividades profissionais do radialismo enquanto não se estabilizasse monetariamente no rádio. José Carlos afirma, ainda, que muitas de suas expressões usadas no rádio durante as transmissões dos jogos surgiram de seu convívio com os alunos. Também é Oficial da Reserva R/2 do Exército Brasileiro pelo CPOR/RJ e paraquedista.
Como apresentador de televisão, José Carlos Araújo fez durante 20 anos o programa Mesa Redonda Rio na TVE Brasil e na CNT, saindo do ar em 2007 onde foi apresentar o Jogo Aberto Rio e em seguida o Os Donos da Bola na Band Rio até o início da Copa do Mundo de 2014. Em 25 de agosto, estreia no SBT Rio no segmento esportivo do jornalístico comandado por Isabele Benito.
Em 2012, após 28 anos consecutivos (e 42 no total somando as duas passagens), aos 72 anos, Garotinho sai da Rádio Globo, onde narrava os jogos e apresentava o programa Globo Esportivo no Rio de Janeiro. Fez sua despedida na final do Campeonato Carioca de 2012, quando narrou o primeiro tempo da partida, e passou o bastão para seu substituto Luiz Penido no intervalo do clássico Vovô. Garotinho se transferiu para a rádio Bradesco Esportes FM e para a Rádio BandNews FM Fluminense, onde fez a locução dos jogos dos times do Rio de Janeiro, além de apresentar, entre 10h30 e 11h00, o Jornal Band News Rio 1ª Edição e a primeira edição do Nossa Área na emissora esportiva das 11h15 as 12h depois da participação de Jorge Eduardo. Em fevereiro de 2014, Garotinho e sua equipe comandaram o futebol da Transamérica do Rio de Janeiro até maio de 2015.  Em setembro de 2014, o SBT Rio anuncia a contratação de Garotinho, para comentar tudo o que acontece no mundo do futebol, no telejornal da cidade. Em novembro, José Carlos, junto com Gérson Canhotinha de Ouro, Gilson Ricardo e Dé, O Aranha, ganharam um programa esportivo, o SBT Esporte Rio.
Em 27 de abril de 2015, acertou com a Super Rádio Tupi, levando consigo também Gerson e Gilson Ricardo. Mesmo estando na Super Rádio Tupi, seguiu coordenando a equipe de esportes da Transamérica Rio, que era pertencente a sua empresa de publicidade. Em janeiro de 2016, a empresa JCA Publicidade deixou de gerar conteúdo para a Transamérica.
Em 01 de fevereiro de 2019, ele, junto de Gérson e Gilson, deixou o SBT Rio, onde faziam a versão carioca do SBT Esporte. No mesmo ano, passou a apresentar os boletins "Minuto do Esporte" em duas edições de segunda a sábado na rádio Antena 1 Rio. Em 14 de março de 2022, estreou na NovaBrasil FM com o programa diário Resenha Nova, fruto da parceria da emissora com a Tupi, onde parte do elenco da rádio comanda programas na coirmã e as duas formam cadeia pras transmissões esportivas.

## Frases e bordões
Garotinho é também famoso por suas frases que são marcas registradas, seja durante as partidas, seja nos programas diários.
- “Seja paciente na estrada, para não ser paciente no hospital. Dirija com cuidado!.”
- “Voltei!”
- “Sou eu!”
- “Apontou, atirou, entrou!”
- “Golão, golão, golão.”
- “Se o jogo tá na tevê a gente se liga em você.”
- “Gente que se liga na gente.”
- “Apite comigo galera.”
- “E o tempo vai passandoooo!” (Rádio Nacional)
- “Olha a amarelinha (vermelhinha)! Parou, parou, parou.” (Rádio Nacional)
- "Vai mais, vai mais, Garotinho"
- "Loonge pra dedéu... Pra lá de Marrakech!!! Ô xará, assim não dá!" (Rádio Nacional)
- “Deu quebra de asa”
- “Você do volante obrigado pela carona que me dá com a Tupi ao seu lado”
- “Brasileiro não vive sem rádio, o seu maior companheiro”
- "E aí, tá gostando?"
- "Garotinho vai bombar." (Band News e Bradesco)
- "Mandou mal. Lá na geral. Que nem perna de pau!"
- "E no placar do estádio"
- "Dá um cheguinho na meia."
- "Tá na grama, tá no pé, tá no ar e a bola vai rolar!"
- "Cheguei! Hoje é dia de jogão e jogão é na Tupi!"
- "Mandou mal! Lá na geral"
- "Haja coração para tanta emoção!"
- "Ligado na Tupi, você sabe de tudo primeiro"
- "Terminou!"
- "Corrupiou"
- "Bom dia/Boa tarde/boa noite à maior plateia esportiva do rádio" (dependendo do horário)
- "Olha o gol!" (avisando ao plantonista que teve gol na rodada)
- "É o time x, y do famoso x, y (quando ele anuncia qual celebridade torce pelo time que está jogando)
- "Tem gente na linha" (chamando o ouvinte pra participar da transmissão)
- "Só a Tupi tem Garotinho e Apolinho"